# Porthmos

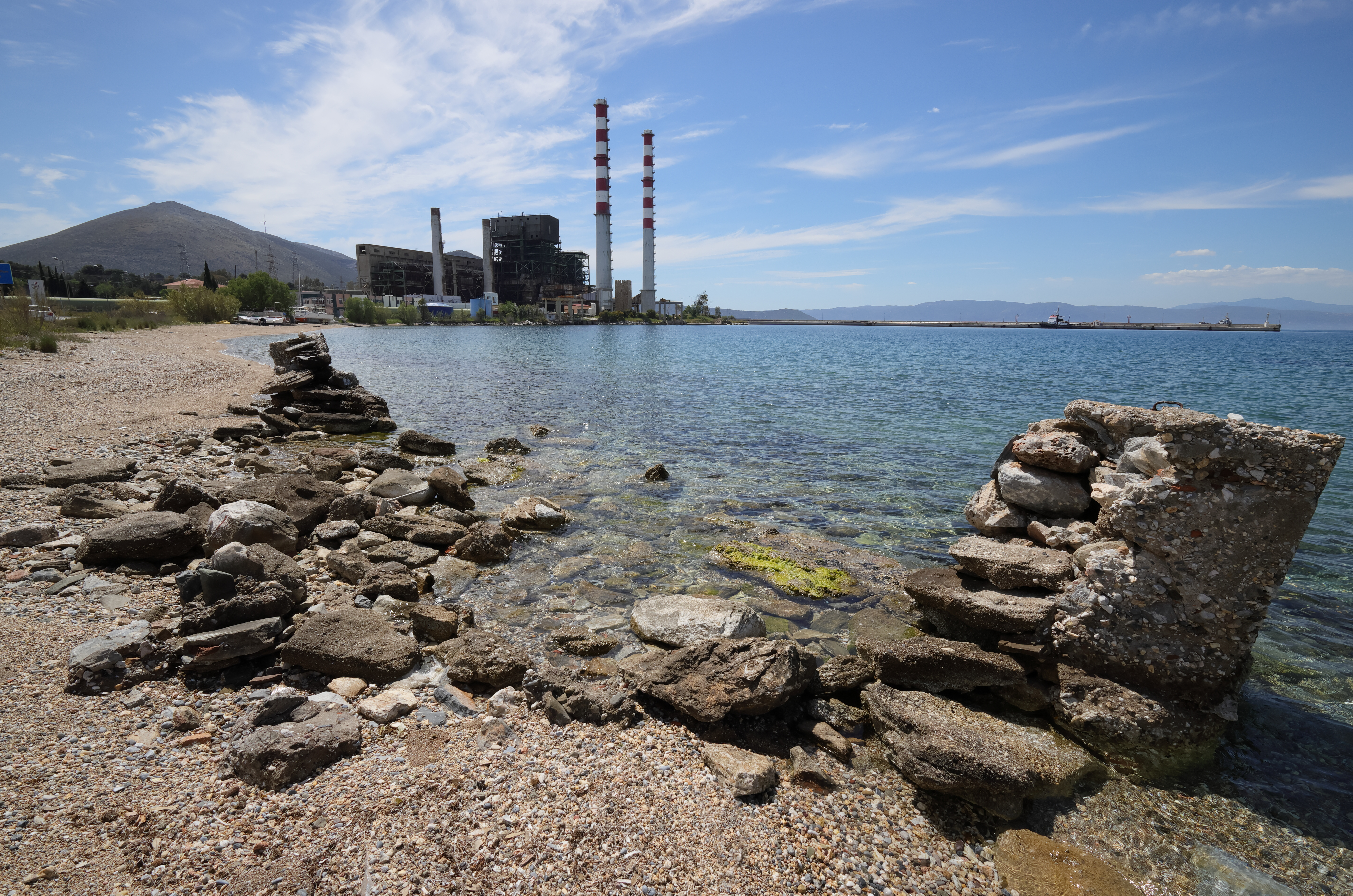
Strand bei Karavos. Im Hintergrund sieht man das Elektrizitätswerk mit dem venezianischen Turm

Porthmos (altgriechisch Πόρθμος = Fährplatz) war ein antiker Fährhafen etwa 21 km östlich von Eretria auf der Insel Euböa. Er lag sehr wahrscheinlich bei Karavos, dem heutigen Hafen der Stadt Aliveri.

## Lage
Beim Besuch von Rhamnous erwähnte William Martin Leake, der Griechenland Anfang des 19. Jahrhunderts bereiste, dass genau gegenüber bei Porto Boufalo einst die antike Hafenstadt Porthmos lag. Er besuchte den Ort jedoch selbst nie, um seine These zu überprüfen. Später verortete man Porthmos bei Karavos. Während man damals Tamynai beim nahegelegenen Aliveri suchte, vermutet man es heute etwa 13 km weiter nordöstlich bei Avlonari.

## Geschichte
Wann Porthmos gegründet wurde, ist unbekannt. Es wurde auch nicht überliefert ob es von Eretria oder Athen gegründet wurde. Der Name des Ortes weist darauf hin, dass es zunächst nur ein einfacher Fährplatz war, der mit der Zeit an Bedeutung gewann.
Das attische Heer, das im November 349 v. Chr. unter der Führung von Phokion dem Tyrannen Plutarch von Eretria gegen Kallias von Chalkis zu Hilfe eilte, landete sehr wahrscheinlich in Porthmos. Nach der siegreichen Schlacht besetzten athenische Soldaten Eretria, Zaretra und den Hafen Porthmos. Plutarch von Eretria wurde abgesetzt. Plutarch und die Eretrier revoltierten jedoch gegen die athenischen Besatzer, woraufhin die Athener nach Porthmos übersiedelten. Um 343 v. Chr. zog Philipp II. gegen Eretria und Porthmos, während er Eretria eroberte, blieb Porthmos anscheinend in athenischer Hand. Erst im Frühsommer 342 v. Chr. zerstörten und besetzten makedonische Söldner unter Hipponikos den strategisch wichtigen Hafenort zur Überfahrt nach Attika. 341 v. Chr. konnten die Athener sowohl Eretria als auch Porthmos zurückerobern.
In römischer Zeit hatte sich Porthmos zu einem der wichtigsten Häfen Euböas entwickelt. In byzantinischer Zeit war es neben Chalkis und Karystos der einzige Bischofssitz Euböas und gehörte zur Metropolis Athen. Das Bistum Porthmos wurde erstmals auf dem Konzil von Chalcedon im Jahre 451 als Bistum in der Metropolis Athen erwähnt. Auf dem fünften Ökumenischen Konzil, also dem Zweiten Konzil von Konstantinopel im Jahre 553, wurde Bischof Theodorus in sein Amt in Porthmos eingeführt. Auf dem siebten Ökumenischen Konzil oder Zweiten Konzil von Nicäa wurde Bischof Leo ernannt.

## Beschreibung
Zwischen Karavos und Mylaki fand man zahlreiche Funde aus der klassischen, hellenistischen und römischen Zeit. Außerdem fand man hier zahlreiche antike Inschriften (Inscriptiones Graecae XII, 9, 96–123; XII, 9, 190; XII, 9, Supplementum 540–543) Dimitrios P. Theocharis vermutet, dass in diesem Bereich die antike Hafenstadt lag.
Auf dem Hügel Mesonisi westlich von Karavos entdeckte man Funde aus dem Neolithikum und dem Frühhelladikum. Auch bei Mylaki und weiter südlich bei der mittelalterlichen Burg Rizokastro fand man Funde aus der gleichen Zeit. Auf einem Hügel etwa 400 m, östlich des venezianischen Turms auf dem Gelände des Elektrizitätswerks, fand man Siedlungsreste aus dem Mittel- und Späthelladikum. Außerdem fand man wenige frühhelladische Scherben. Zwischen Karavos und Aliveri fand man ein mykenisches Kammergrab. Außerdem fand man weiter östlich das Tholosgrab von Katakalos und das Tholosgrab von Velousia.
Das Titularbistum Porthmus geht auf die antike Stadt Porthmos zurück.